# آنری-لویی روژه
آنری-لویی روژه (فرانسوی: Henri-Louis Roger‎؛ ‏ ۶ ژانویهٔ ۱۸۰۹ – ۱۵ نوامبر ۱۸۹۱) پزشک متخصص کودکان و استاد دانشگاه اهل فرانسه بود. وی دکترای پزشکی خود را در سال ۱۸۳۹ در پاریس دریافت داشت و علاوه بر کارهایش در حوزهٔ طب کودکان، بابت مشارکت‌هایش در زمینهٔ کاردیولوژی هم شناخته می‌شود. نام او امروزه بر روی دو اصطلاح پزشکی باقی مانده است: «بیماری روژه» که یک نقص دیواره بین‌بطنی کوچک و بدون علامت است و همچنین «سوفل روژه» که یک سوفل قلب تمام‌سیستولی است که در برخی نقص‌های دیواره بین‌بطنی قلب شنیده می‌شود.